# Afhandling om ulighedens oprindelse og grundlæggelse blandt menneskene
Afhandling om ulighedens oprindelse og grundlæggelse blandt menneskene (fransk Discours sur l'origine et les fondements de l'inégalité parmi les hommes) er et værk af Jean-Jacques Rousseau skrevet til Académie de Dijon i 1754. Det er et forsøg på at besvare spørgsmålet "Hvad er ulighedens oprindelse blandt mennesker, og er den berettiget af naturens love?" Rousseau havde vundet en tidligere konkurrence med sin første afhandling og var ikke så heldig med den anden, men dette værk om ulighed blev et vigtigt studie i forskelle mennesker imellem. Betragtningen af mennesket i en naturtilstand som den ædle vilde var stik modsat Hobbes' syn på den præ-civiliserede mand som i en alle-mod-alle-krigsførelse.

## Indhold
Rousseau begynder sit værk ved at dreje spørgsmålet i sit hoved. Han spørger, "For hvordan skal vi kende kilden til uligheden blandt menneskene, hvis vi ikke starter med at kende mennesket?" Rousseau begynder derefter at teoretisere om menneskehedens historie, begynder ved mennesket i en naturtilstand og arbejder sig derefter op gennem menneskets stadier frem mod det civile samfund. Mens han gør det, tilsidesætter Rousseau fakta, da de "ikke har nogen indflydelse på spørgsmålet." Dette betyder at Rousseau ignorerer Biblens version af menneskets historie og i stedet forsøger at udvikle sin egen forståelse af menneskets oprindelse.
Rousseau diskuterer to former for ulighed, naturlig eller fysisk og moralsk eller politisk. Naturlig ulighed er f.eks. forskelle mellem to mænds styrke eller intelligens – den er et produkt af naturen. Rousseau er ikke interesseret i denne form for ulighed, og ønsker i stedet at undersøge den moralske ulighed. Han siger at denne ulighed er endemisk til et civilt samfund og er beslægtet med, og skaber forskelle i, magt og rigdom. Denne form for ulighed etableres ved skik og brug. Rousseau lader til at have et kynisk syn på det civile samfund, og henviser til tider før det nuværende civile samfund, da mennesket var tættere på sin naturtilstand, som lykkeligere tider. For Rousseau er det civile samfund et trick som de magtfulde bruger mod de svage for at fastholde deres magt eller rigdom. Rosseau begynder dog hele sin diskussion med en analyse af en naturlig mand som endnu ikke har opnået sprog eller abstrakt tankegang.
Rousseaus naturlige mand er meget anderledes end Hobbes'. Faktisk påpeger Rousseau dette flere steder i afhandlingen, fordi Rousseau mente, at Hobbes ikke havde taget sin forståelse af den naturlige mand langt nok tilbage i tiden. Rousseau søger en dybere, rigere forståelse af den naturlige mand. For Rousseau er den naturlige mand en vild mand, som "lever spredt blandt dyrene." I modsætning til Hobbes' naturlige mand, motiveres Rousseaus ikke af frygt for døden, fordi han kan ikke begribe den, og dermed er frygt for døden allerede en bevægelse ud af naturtilstanden. For Rousseau er den naturlige mand mere eller mindre som ethvert andet dyr, hvor "selvopholdelse er hans hovedsagelige og næsten eneste bekymring" og "de eneste varer, han kender til i universet, er mad, en kvinde og søvn..." Denne naturlige mand er, i modsætning til Hobbes', ikke konstant fuld af frygt og nervøsitet.
Rousseaus naturlige mand besidder nogle få evner som gør ham i stand til at hæve sig fra dyrene over en længere periode. Hans evne til at vælge er ekstremt vigtig, og det er ifølge Rousseau den, der adskiller ham fra andre dyr. Mandens evne til at modsige sine instinkter skubber ham væk fra sin naturtilstand. Derudover argumenterer Rousseau for, at "endnu et princip som Hobbes har overset" er menneskets medlidenhed. Denne evne motiverer også mennesket til at handle. Og endelig besidder mennesket evnen "perfektibilitet" som gør ham i stand til at forbedre sine omgivelser. Menneskets kontakt med andre mennesker har ført til at han har udviklet "amour propre", som er en form for "moralsk mig" som skaber bekymring om, hvordan andre ser ham. Amour propre har fire konsekvenser: (1) konkurrence, (2) sammenligning af sig selv med andre, (3) had og (4) indre trang til magt. Disse fører sammenlagt til Rousseaus kyniske civile samfund.

## Tilegnelse
Værket er tilegnet Geneve, Rousseaus fødested. I tilegnelsen roser han Geneve som en god, måske perfekt, republik. Han roser blandt andet lovenes stabilitet, indbyggernes fællesskabsånd og de gode forhold til nabostaterne, hvor de hverken truede eller blev truet.